# Équipe de Suisse de football en 1997
Cet article présente les résultats de l'équipe de Suisse de football lors de l'année 1997. En février, avril et août, elle rencontre pour la première fois les équipes de Russie, de Lettonie et de Slovaquie.

## Bilan
|           | Nombre de matchs | Victoires | Défaites | Matchs nuls | Buts marqués | Buts encaissés |
| Domicile  | 4                | 3         | 1        | 0           | 8            | 2              |
| Extérieur | 3                | 0         | 2        | 1           | 1            | 7              |
| Neutre    | 1                | 0         | 1        | 0           | 1            | 2              |
| Total     | 8                | 3         | 4        | 1           | 10           | 11             |

## Matchs et résultats
| Tournoi amical - Carlsberg Cup (en)         | Russie             | 2 - 1   | Suisse | Hong Kong Stadium, Hong Kong                 |                                              |
| 10 février 1997 · Historique des rencontres | Simutenkov 23e 25e | (2 - 0) | Thüler | Spectateurs : 25 000 Arbitrage : Hugh Dallas | Spectateurs : 25 000 Arbitrage : Hugh Dallas |
| 10 février 1997 · Historique des rencontres | Rapport            |         |        | Spectateurs : 25 000 Arbitrage : Hugh Dallas | Spectateurs : 25 000 Arbitrage : Hugh Dallas |

| Match amical                             | Suisse     | 1 - 0   | Lettonie | Allmend, Lucerne                               |                                                |
| 2 avril 1997 · Historique des rencontres | Kunz 90+3e | (0 - 0) |          | Spectateurs : 9 100 Arbitrage : Roger Philippi | Spectateurs : 9 100 Arbitrage : Roger Philippi |
| 2 avril 1997 · Historique des rencontres | Rapport    |         |          | Spectateurs : 9 100 Arbitrage : Roger Philippi | Spectateurs : 9 100 Arbitrage : Roger Philippi |

| Éliminatoires CM 1998                     | Suisse         | 1 - 0   | Hongrie | Hardturm, Zurich                              |                                               |
| 30 avril 1997 · Historique des rencontres | Türkyılmaz 83e | (0 - 0) |         | Spectateurs : 17 300 Arbitrage : Leif Sundell | Spectateurs : 17 300 Arbitrage : Leif Sundell |
| 30 avril 1997 · Historique des rencontres | Rapport        |         |         | Spectateurs : 17 300 Arbitrage : Leif Sundell | Spectateurs : 17 300 Arbitrage : Leif Sundell |

| Match amical                            | Slovaquie   | 1 - 0   | Suisse | Tehelné pole, Bratislava                     |                                              |
| 6 août 1997 · Historique des rencontres | Jančula 28e | (1 - 0) |        | Spectateurs : 3 470 Arbitrage : Željko Širić | Spectateurs : 3 470 Arbitrage : Željko Širić |
| 6 août 1997 · Historique des rencontres | Rapport     |         |        | Spectateurs : 3 470 Arbitrage : Željko Širić | Spectateurs : 3 470 Arbitrage : Željko Širić |

| Éliminatoires CM 1998                    | Hongrie    | 1 - 1   | Suisse        | Nepstadion, Budapest                           |                                                |
| 20 août 1997 · Historique des rencontres | Klausz 53e | (0 - 0) | 90e Chapuisat | Spectateurs : 40 000 Arbitrage : Michel Piraux | Spectateurs : 40 000 Arbitrage : Michel Piraux |
| 20 août 1997 · Historique des rencontres | Rapport    |         |               | Spectateurs : 40 000 Arbitrage : Michel Piraux | Spectateurs : 40 000 Arbitrage : Michel Piraux |

| Éliminatoires CM 1998                        | Suisse   | 1 - 2   | Finlande                   | La Pontaise, Lausanne                            |                                                  |
| 6 septembre 1997 · Historique des rencontres | Kunz 90e | (0 - 1) | 16e Litmanen · 79e Sumiala | Spectateurs : 15 000 Arbitrage : Stefano Braschi | Spectateurs : 15 000 Arbitrage : Stefano Braschi |
| 6 septembre 1997 · Historique des rencontres | Rapport  |         |                            | Spectateurs : 15 000 Arbitrage : Stefano Braschi | Spectateurs : 15 000 Arbitrage : Stefano Braschi |

| Éliminatoires CM 1998                                 | Norvège                                                            | 5 - 0   | Suisse | Ullevaal, Oslo                                |                                               |
| 10 septembre 1997 · 20h00 · Historique des rencontres | Jakobsen 47e · Solbakken 50e · Eggen 66e · Østenstad 74e · Flo 86e | (0 - 0) |        | Spectateurs : 22 603 Arbitrage : Hellmut Krug | Spectateurs : 22 603 Arbitrage : Hellmut Krug |
| 10 septembre 1997 · 20h00 · Historique des rencontres | Rapport                                                            |         |        | Spectateurs : 22 603 Arbitrage : Hellmut Krug | Spectateurs : 22 603 Arbitrage : Hellmut Krug |

| Éliminatoires CM 1998                       | Suisse                                                           | 5 - 0   | Azerbaïdjan | Hardturm, Zurich                               |                                                |
| 11 octobre 1997 · Historique des rencontres | Türkyılmaz 13e 23e (pen.) 69e (pen.) · Yakın 43e · Chapuisat 51e | (3 - 0) |             | Spectateurs : 7 600 Arbitrage : John Rowbotham | Spectateurs : 7 600 Arbitrage : John Rowbotham |
| 11 octobre 1997 · Historique des rencontres | Rapport                                                          |         |             | Spectateurs : 7 600 Arbitrage : John Rowbotham | Spectateurs : 7 600 Arbitrage : John Rowbotham |